# 中四国オープンゴルフ選手権競技
中四国オープンゴルフ選手権競技（ちゅうしこくオープンゴルフせんしゅけんきょうぎ）は、中国ゴルフ連盟・四国ゴルフ連盟共催、日本プロゴルフ協会公認で1971年から開催されているゴルフトーナメントである。ただし、1992年からは後援競技に格下げとなった。タイトルスポンサーは広島電鉄。

## 概要
1971年に第1回大会が開催された。以後、日本ゴルフツアー競技だったが、1992年に関西オープンなどと共に、後援競技に格下げとなったが、現在も開催されている。なお、関西オープンは2009年からツアー競技に復活した。
日本オープンの予選会としても開催されており、上位入賞者に日本オープンの出場権が与えられる。
1980年に当時アマチュアだった倉本昌弘が優勝したことで話題となった。

## 歴代優勝者
@はアマチュア。
| 開催回 | 開催年 | 優勝者名    | 開催地 | 開催コース                              |
| ------ | ------ | ----------- | ------ | --------------------------------------- |
| 第1回  | 1971年 | 下山祐助    | 香川県 | 志度カントリークラブ                    |
| 第2回  | 1972年 | 細石憲二    | 山口県 | 宇部カントリー倶楽部                    |
| 第3回  | 1973年 | 増田光彦    | 山口県 | 下関ゴルフ倶楽部                        |
| 第4回  | 1974年 | 増田光彦    | 広島県 | 松永カントリークラブ                    |
| 第5回  | 1975年 | 上野忠美    | 山口県 | 周南カントリー倶楽部                    |
| 第6回  | 1976年 | 上野忠美    | 広島県 | 広島カンツリー倶楽部 西条コース         |
| 第7回  | 1977年 | 上野忠美    | 広島県 | 賀茂カントリークラブ                    |
| 第8回  | 1978年 | 片山征治    | 広島県 | 広島カンツリー倶楽部 西条コース         |
| 第9回  | 1979年 | 重信秀人    | 山口県 | 周南カントリー倶楽部                    |
| 第10回 | 1980年 | 倉本昌弘@   | 広島県 | 福山カントリークラブ                    |
| 第11回 | 1981年 | 倉本昌弘    | 鳥取県 | 大山平原ゴルフクラブ                    |
| 第12回 | 1982年 | 倉本昌弘    | 広島県 | 白竜湖カントリークラブ                  |
| 第13回 | 1983年 | 倉本昌弘    | 岡山県 | 赤坂カントリークラブ                    |
| 第14回 | 1984年 | 倉本昌弘    | 山口県 | 下関ゴルフ倶楽部                        |
| 第15回 | 1985年 | 冨田三十士  | 広島県 | 広島カンツリー倶楽部 西条コース         |
| 第16回 | 1986年 | 上野忠美    | 山口県 | 宇部カントリー倶楽部                    |
| 第17回 | 1987年 | 倉本昌弘    | 岡山県 | 倉敷カントリー倶楽部                    |
| 第18回 | 1988年 | 倉本昌弘    | 広島県 | 白竜湖カントリークラブ                  |
| 第19回 | 1989年 | 上野忠美    | 広島県 | 賀茂カントリークラブ                    |
| 第20回 | 1990年 | 奥田靖己    | 山口県 | 周南カントリー倶楽部                    |
| 第21回 | 1991年 | 宮田孝誠    | 愛媛県 | 愛媛ゴルフ倶楽部                        |
| 第22回 | 1992年 | 河村雅之    |        |                                         |
| 第23回 | 1993年 | 坂本義一    | 鳥取県 | 大山ゴルフクラブ                        |
| 第24回 | 1994年 | 白潟英純    | 広島県 | 賀茂カントリークラブ                    |
| 第25回 | 1995年 | 坂本義一    |        |                                         |
| 第26回 | 1996年 | 田丸洋介    | 愛媛県 | 松山シーサイドカントリークラブ          |
| 第27回 | 1997年 | 白潟英純    |        |                                         |
| 第28回 | 1998年 | 坂本義一    | 広島県 | 鷹の巣ゴルフクラブ                      |
| 第29回 | 1999年 | 吉川弘起    | 山口県 | 周南カントリー倶楽部                    |
| 第30回 | 2000年 | 兼本貴司    | 広島県 | リージャスクレストゴルフクラブ ロイヤル |
| 第31回 | 2001年 | 兼本貴司    | 広島県 | リージャスクレストゴルフクラブ ロイヤル |
| 第32回 | 2002年 | 岡茂洋雄    | 広島県 | リージャスクレストゴルフクラブ ロイヤル |
| 第33回 | 2003年 |             | 広島県 | リージャスクレストゴルフクラブ ロイヤル |
| 第34回 | 2004年 | 張本茂      | 広島県 | リージャスクレストゴルフクラブ ロイヤル |
| 第35回 | 2005年 | 末岡誠      | 広島県 | リージャスクレストゴルフクラブ グランド |
| 第36回 | 2006年 | 安川剛志    | 広島県 | リージャスクレストゴルフクラブ ロイヤル |
| 第37回 | 2007年 | 片岡大育@   | 広島県 | リージャスクレストゴルフクラブ ロイヤル |
| 第38回 | 2008年 | 吉川弘起    | 広島県 | リージャスクレストゴルフクラブ グランド |
| 第39回 | 2009年 | 河村雅之    | 広島県 | リージャスクレストゴルフクラブ ロイヤル |
| 第40回 | 2010年 | 砂入雅之    | 広島県 | リージャスクレストゴルフクラブ ロイヤル |
| 第41回 | 2011年 | 加藤龍太郎@ | 広島県 | 賀茂カントリークラブ                    |
| 第42回 | 2012年 | 河村雅之    | 広島県 | 白竜湖カントリークラブ                  |
| 第43回 | 2013年 | 広田悟      | 広島県 | 白竜湖カントリークラブ                  |
| 第44回 | 2014年 | 大宮正幸    | 広島県 | 白竜湖カントリークラブ                  |
| 第45回 | 2015年 | 石徳俊樹@   | 広島県 | 白竜湖カントリークラブ                  |
| 第46回 | 2016年 | 兼本貴司    | 広島県 | 鷹の巣ゴルフクラブ                      |
| 第47回 | 2017年 | 弘井太郎    | 広島県 | 鷹の巣ゴルフクラブ                      |
| 第48回 | 2018年 | 河野祐輝    | 広島県 | 鷹の巣ゴルフクラブ                      |
| 第49回 | 2019年 | 平本穏      | 広島県 | 鷹の巣ゴルフクラブ                      |
| 第50回 | 2020年 | 沖野克文    | 広島県 | 鷹の巣ゴルフクラブ                      |
| 第51回 | 2021年 | 石川裕貴    | 広島県 | グリーンバーズゴルフ倶楽部              |
| 第52回 | 2022年 | 﨑川将司    | 広島県 | グリーンバーズゴルフ倶楽部              |
| 第53回 | 2023年 | 坂本柊人    | 広島県 | グリーンバーズゴルフ倶楽部              |
| 第54回 | 2024年 | 金岡奎吾    | 広島県 | グリーンバーズゴルフ倶楽部              |
| 第55回 | 2025年 | 吉本翔雄    | 広島県 | グリーンバーズゴルフ倶楽部              |